# Leme do Prado
Leme do Prado är en kommun i Brasilien.   Den ligger i delstaten Minas Gerais, i den sydöstra delen av landet, 600 km öster om huvudstaden Brasília. Antalet invånare är 4 814.
Omgivningarna runt Leme do Prado är huvudsakligen savann. Runt Leme do Prado är det glesbefolkat, med 17 invånare per kvadratkilometer.